# Романовський Болеслав Шимон
Болеслав Шимон Романовський (пол. Bolesław Szymon Romanowski, 21 жовтня 1910, Варакляни, Російська імперія — 12 серпня 1968, Гданськ, Польща) — польський військовий, командор, відомий командир підводних човнів. З 1929 по 1964 рік служив у ВМС Польщі. У період Другої світової війни командував підводними човнами «Яструб» (польськ. ORP «Jastrząb») і «Вепр» (польськ. ORP «Dzik»), а потім групою підводних човнів.

## Біографія
Народився 21 жовтня 1910 року в Вараклянах, нині Латвія. У 1920 році разом з сім'єю переїхав у село Грабовно (польськ.-Grabówno) нині Пільский повіт Великопольського воєводства. Закінчив державну гімназію міста Накло-над-Нотецем. У 1929 році прийнятий на морський факультет Школи курсантів Військово-морських сил (польськ. Szkoła Podchorążych Marynarki Wojennej). Був випущений в 1932 році і отримав офіцерське звання (podporucznik marynarki).  Пізніше підвищував свою кваліфікацію, закінчивши в 1933 практичний курс для молодших офіцерів (польськ. Kurs Aplikacyjny dla Podporuczników), у 1935 курс підводного плавання (польськ. Kurs Podwodnego Pływania), такий же розширений курс в 1937, а в 1938-1939 — офіцерський курс підводного зброї (польськ. Kurs Oficerski Broni Podwodnej). Володів англійською і французькою мовами.
Офіцерську службу розпочав командиром взводу рядових персоналу флоту (польськ. Kadra Szeregowych Floty).

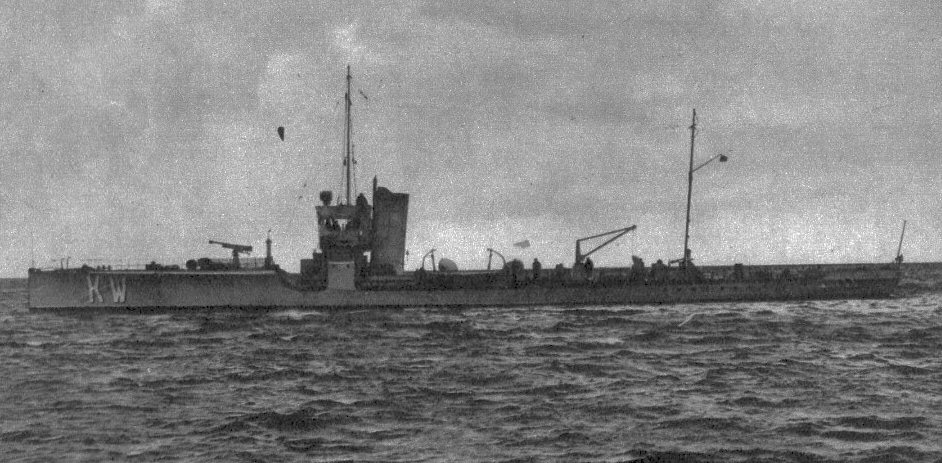
Міноносець «Kujawiak»

Після закінчення в 1933 році практичного курсу отримав призначення на міноносець — ORP «Kujawiak», де спочатку служив вахтовим офіцером, а потім заступником командира корабля.

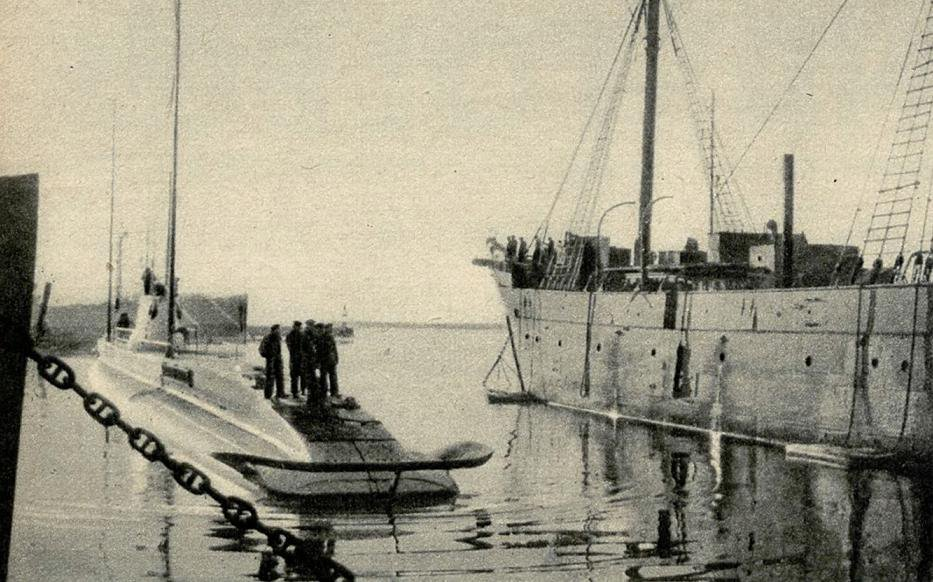
Підводний човен «Лісовий кіт» («Лісовий кіт») и польський навчальний вітрильник «Lwów» («Львів»)

У середині 1934 року почав службу на підводних човнах. Спочатку був флаг-офіцером в дивізіоні підводних човнів, в 1935 році, після закінчення курсу підводного плавання, призначений штурманом на ПЧ «Лісовий кіт» (польськ. — ORP «Żbik»).

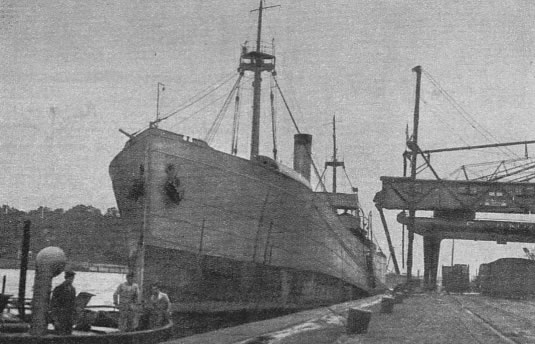
Транспорт «Wilia» у порту Гданська

У 1937 — 1938 роках — вахтовий офіцер на транспорті ORP «Wilia», потім в. о. офіцера-сигнальника на есмінці ORP «Wicher» («Вихор»), керівник референтури у мобілізаційному відділі Командування Флотом, флаг-штурман і сигнальник дивізіону есмінців.
Після закінчення курсу підводного зброї, 1 травня 1939 року призначений офіцером підводного зброї ПЧ «Вовк» (польськ. — ORP «Wilk») — підводного мінного загороджувача і на цій посаді зустрів Другу світову війну.

### Бойовий шлях

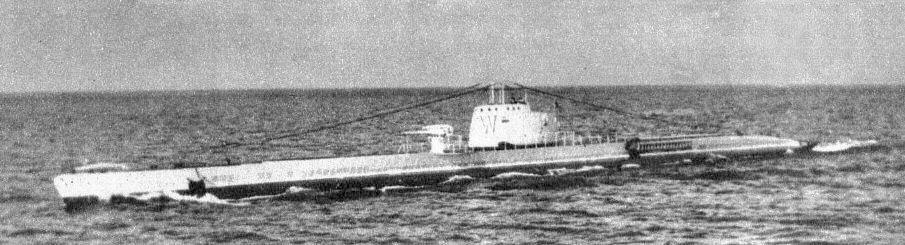
ПЧ «Wilk» («Вовк»)

Діючи в Гданській бухті, «Вовк» був виявлений противником і був підданий бомбардуванню глибинними бомбами з німецьких тральщиків. Отримавши пошкодження, ліг на дно на глибині 60 м. Витік палива на поверхню переконав німців у тому, що човен потоплено. 3 вересня 1939 року постановив 20 мін поблизу півострова Гель. У грудні 1939 року в даному районі підірвався на міні німецький риболовний катер Pil-55 «Heimat». 4 та 5 вересня знову був атакований глибинними бомбами. Були пошкоджені рулі глибини, магнітний компас, стався витік палива. Німці повідомили про потоплення тральщиком M 4 польської підводного човна. 6 і 9 вересня безуспішно намагався атакувати німецькі конвої. Зважаючи отриманих ушкоджень, вичерпання запасу палива і неможливості його поповнення у польських портах 11 вересня 1941 року отримав дозвіл командування на прорив у Велику Британію або на інтернування в Швеції. Успішно пройшовши через протоку Ересунн (перебуваючи при цьому в 60 метрах від німецьких есмінця «Ріхард Бітзен» і тральщика Т-107, що прийняли польський корабель за шведський) в Північне море, 20 (за іншими даними 22) вересня 1939 року прибув у Велику Британію. За мужність і відвагу Романовський був нагороджений першим орденом «Хрест Хоробрих». Після ремонту і включення ПЧ «Вовк» у 2-ю Флотилію підводних човнів, що базувалася у Росайті, Романовський продовжив на службу на підводному човні в якості офіцера підводного зброї. «Вовк» брав участь у патрулюванні біля берегів Норвегії. Після переводу «Вовка» в резерв, призначений заступником командира запасного екіпажу підводних човнів, а потім заступником командира ПЧ «Сокіл» (польськ. — ORP «Sokół»), переданої ВМС Польщі в 1941 році в оренду Королівським військово-морським флотом Великої Британії, що брав участь у блокаді порту Брест.
У серпні — вересні 1941 року пройшов курс командирів підводних човнів. У вересні 1941 призначений командиром ПЧ «Яструб» (польськ — ORP «Jastrząb») — колишньої старої американської ПЧ S-25 (1922 року побудови), яка була передана США в рамках закону про Ленд-ліз Великої Британії, а потім орендована урядом Польщі у вигнанні. Після проходження двотижневої програми підготовки, Романовський 4 листопада 1941 прийняв підводний човен в Ґротоні і провів «Яструб» через Атлантичний океан (Гротон — Сент-Джонс (Ньюфаунленд) — Холі Лох (Шотландія) — Росайт). По прибуттю до Великої Британії корабель чотири місяці перебував у ремонті для усунення пошкоджень під час сильного шторму на шляху через Атлантику. Після завершення ремонтних робіт і часткової модернізації корабель у квітні 1942 року був направлений в порт Лервік, де він увійшов до складу британської 4-ї Флотилії підводних човнів.
24 квітня 1942 року «Яструб» під командуванням Романовського вийшов з порту Лервік у свій перший бойовий похід у район траси Арктичних конвоїв з Великої Британії до СРСР з завданням прикриття конвою PQ 15 в Мурманськ. У складі екіпажу із 42 осіб було 5 офіцерів і 37 унтер-офіцерів і рядових, в тому числі 39 поляків і 3 англійців. 2 травня 1942 року відбулася незапланована зустріч «Яструба» з конвоєм, який виявивши на своєму шляху айсберги змінив курс на 70 миль на південь, увійшовши в операційний район польського корабля. Прийнятий за корабель противника, «Яструб» був атакований глибинними бомбами норвезьким есмінцем «Сент-Олбанс» і британським тральщиком «Сігал», які супроводжували конвой. Атака не була припинена попри подавані підводним човном розпізнавальні сигнали димовими шашками. Після аварійного спливання польського корабля він був обстріляний з гармат і кулеметів, в результаті чого загинуло 3 польських моряка і два англійських, поранено 4 офіцери і 12 моряків. Цей епізод відображено у романі Валентина Пікуля «Реквієм каравану PQ-17». Болеслав Романовський був важко поранений в обидві ноги, отримавши 6 вогнепальних поранень. Через близькі вибухи глибинних бомб, «Яструб» отримав серйозні пошкодження, які не дозволяли йому повернутися на базу, і був затоплений екіпажем.

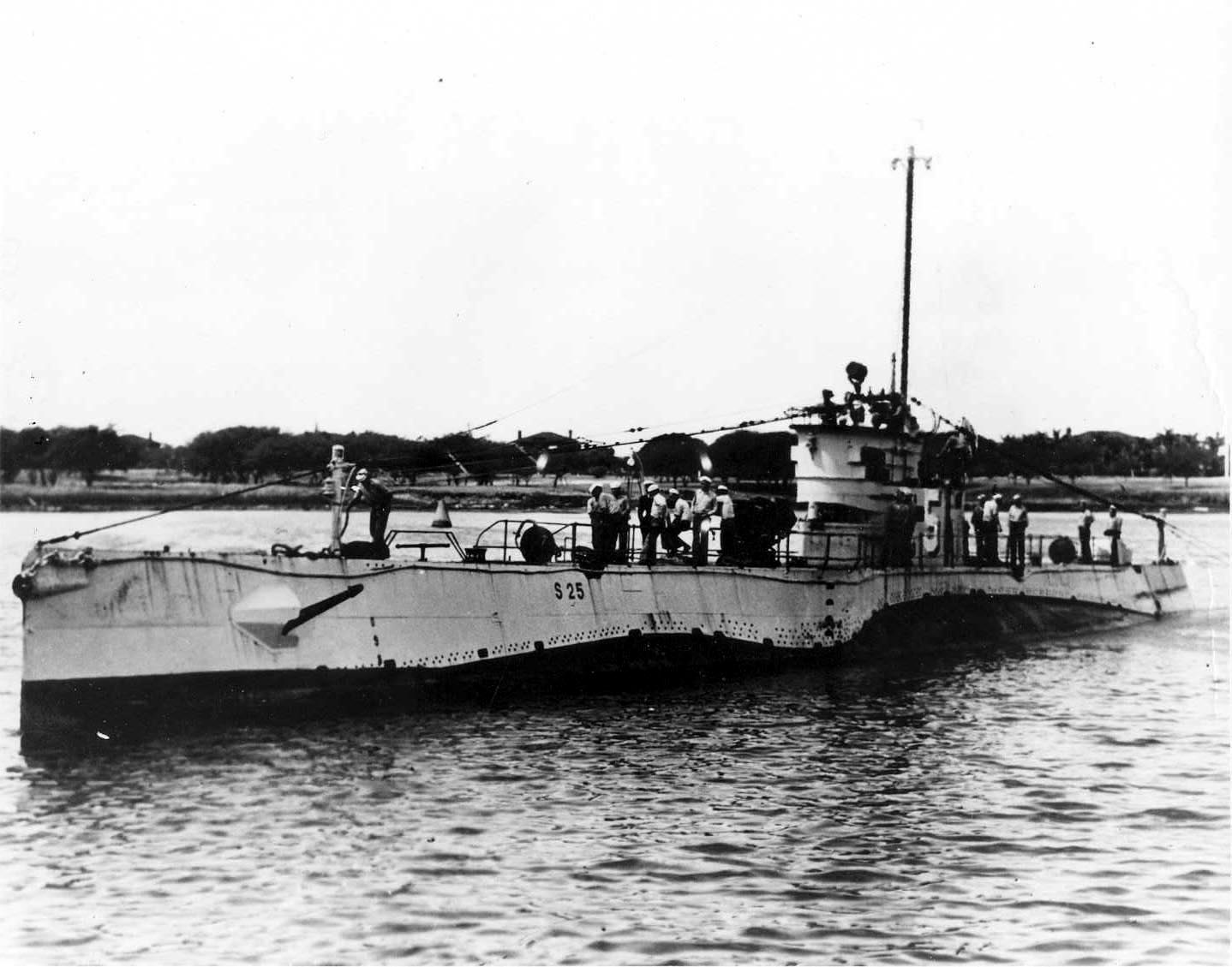
ПЧ США S-25, що стала в 1941 польським ПЧ «Jastrząb» («Яструб»)

Після лікування в Мурманськом військово-морському госпіталі і повернення у Велику Британію Романовський перебував у розпорядженні командування. У грудні 1942 року призначений командиром переданого Великою Британією нового підводного човна типу «U» «Вепр» (польськ. ORP «Dzik»). З початку 1943 року корабель діяв біля берегів Норвегії і на арктичній трасі, а потім в Середземному морі. Діючи з бази на Мальті і входячи до складу британської 10-ї Флотилії підводних човнів з 16 травня по 26 жовтня 1943 року корабель під командуванням Романовського брав участь у шести бойових патрулюваннях. Вирізнявся сміливими акціями проти ворожих кораблів і судів.
У першому рейсі, 24 травня 1943 року в районі мису Спартівенто «Вепр» атакував чотирма торпедами італійський танкер «Carnaro», який охороняли два кораблі з порту Аугуста на Сицилії в Мессіну. Дві торпеди влучили в ціль, спричинивши пожежу на танкері, що отримав серйозні пошкодження (до капітуляції Італії танкер не зміг повернутися на службу).
У наступному бойовому рейсі з 8 по 22 червня 1943 року «Вепр» здійснив дві бойові атаки біля берегів Сицилії. Спочатку, 17 червня в Тірренському морі він випустив три торпеди в італійський тральщик «Vieste», але не влучив. Увечері того ж дня він випустив три торпеди в італійське вантажне судно, що йшло у супроводі міноносця «Orione». Романовський доповів, що вразив ціль, але це не підтверджується повоєнними даними про втрати італійського флоту.

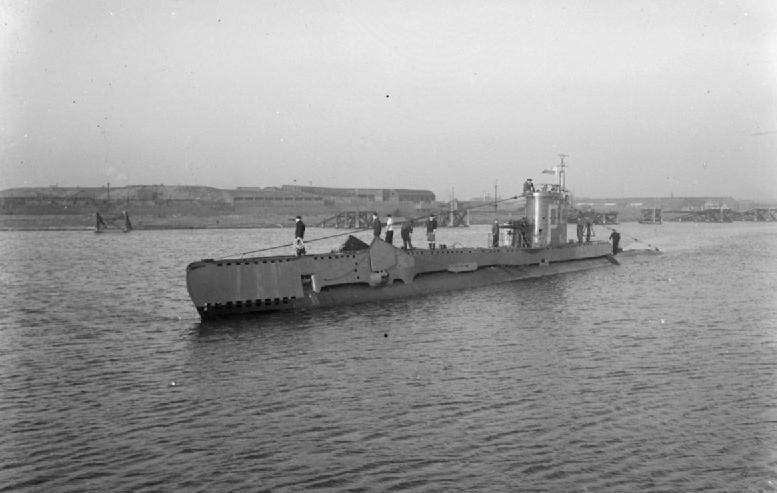
ПЧ «Dzik» («Вепр»)

Черговий бойовим завданням «Вепр» було патрулювання з 2 по 19 липня 1943 року акваторії навколо Таранто в рамках Сицилійської операції союзників. В останній день патрулювання, на зворотному шляху на Мальту, польський корабель випустив чотири торпеди в італійський ПЧ «Асьянгі», який саме готувався до атаки на британську ПЧ «Unshaken». Італійський корабель ухилився від торпед, але був змушений припинити власну атаку.
У серпні 1943 року «Вепр» патрулював Адріатичне море в районі Барі. Увечері 15 серпня підводний човен виявив конвой, що складався з двох суден, з сильним ескортом. Капітан Романовський випустив по дві торпеди в кожну з цілей. В результаті атаки був серйозно пошкоджений і виведений з ладу (посаджений на мілину власною командою) німецький транспорт «Goggiam». Повертаючись з патрулювання, 19 серпня «Вепр» обстріляв торпедами невідомий підводний човен, що знаходився в зануреному стані.
На чергове патрулювання «Вепр» вирушив 15 вересня 1943 в Лігурійське море поблизу Корсики. Оскільки німці почали евакуацію свого гарнізону з острова, британська 10-я Флотилія підводних човнів отримала наказ блокувати транспортні маршрути противника. 21 вересня, використовуючи повітряний наліт союзників на Бастію, «Вепр» увійшов на рейд порту і атакував два транспорти, які брали на борт німецьких солдатів. Один з них, колишній грецький «Nikolaus», був потоплений, заблокувавши вихід з порту Бастія. Деякі джерела приписують польському підводному човні також потоплення другого судна — транспорту «San Pedro», а також буксиру «Kraft», але це не підтверджено німецькими даними. 22 вересня Романовський атакував колону самохідних десантних барж, які залишали Бастію, знищивши трьома торпедами три баржі.
Після капітуляції Італії «Вепр» був переданий до складу британської 1-й флотилії підводних човнів, що діяла з Бейрута. Разом з другим польським ПЧ — «Сокіл», він отримав завдання паралізувати рух німецьких суден у Егейському морі.
7 січня 1944 року «Вепр» під командуванням Романовського чотирма торпедами безуспішно атакував пароплав «Tirhan» під турецьким прапором  (згідно з іншими джерелами — німецький танкер «Brunhilde»), а наступного дня вогнем з носової гармати змусив зупинитися грецьку шхуну «Eleni», що перевозила німецьких солдатів і вантаж — велика рогату худобу на острів Хіос. Після взяття судна на абордаж, захоплення зброї й продовольства, воно було підірвано. 9 січня в районі острова Лемнос був обстріляний, а потім знищений вибуховим зарядом грецький катер «Agia Markella».

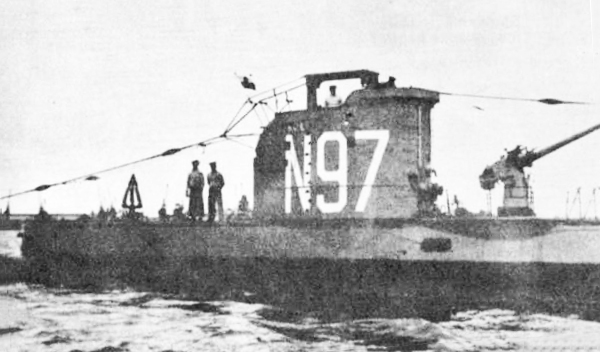
ПЧ «Sokół» («Сокіл») на Мальті, імовірно 1943

Дії польських підводних човнів «Вепр» і «Сокіл» в Середземному морі принесли їм прізвисько «жахливі близнюки» (англ. Terrible Twins). Їм приписувалося потоплення 38 кораблів і суден загальною водотоннажністю близько 100 тисяч брт. Після отримання доступу до німецьких і італійських архівів стало відомо, що частина досягнень їм була приписана на основі завищених звітів командирів і даних розвідки. Разом з тим необхідно враховувати, що крім безпосередніх атак на кораблі, польські ПЧ брали участь у блокаді портів противника, забезпечення безпеки ліній зв'язку союзників і створювали постійну загрозу для судноплавства країн Осі в регіоні.
Романовський за Середземноморську кампанію був нагороджений срібним хрестом ордена Військової доблесті Virtuti Militari і британським орденом за видатну службу (англ. Distinguished Service Cross). Залишався командиром «Вепра» до грудня 1944 року (перебуваючи у Великій Британії, підводний човен виходила тільки в навчальні морські рейси).
У грудні 1944 року призначений на посаду командира групи польських підводних човнів, яку обіймав до липня 1946 року. Одночасно з 12 грудня 1944 по 7 лютого 1945 — командир ПЧ «Сокіл» (польськ. — ORP «Sokół»).

### Після війни

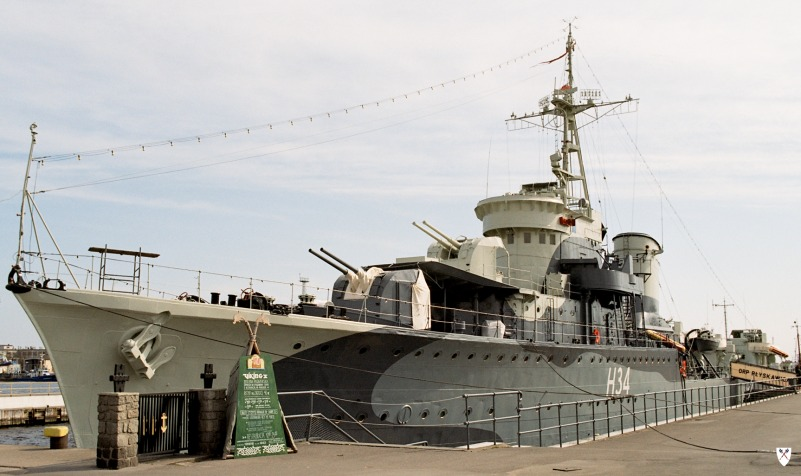
Есмінець «Blyskawica» («Блискавка»)

В 1946-1947 роках у розпорядженні Командування ВМС, працював у відділі управління персоналом Командування, IV офіцер штабу Південної команди ВМС. Один з небагатьох офіцерів вирішив повернутися в повоєнну Польщу. Він хотів, щоб це відбулося так само, як покинув Польщу, на борту корабля. Командував групою матросів репатріаційного табору. Співпрацював з польською Морською місією у Великій Британії. Був призначений командиром есмінця «Блискавиця» (польськ. ORP «Блискавиця»), сформував для нього екіпаж, з яким 4 липня 1947 року привів корабель з Великої Британії в Польщі.
Після повернення на батьківщину був призначений командиром підводного човна типу «Ожел» — ПЧ «Гриф» (польськ. ORP «Sęp»). З 1948 року командував дивізіоном підводних човнів. У вересні 1950 року в ході кампанії репресій проти довоєнних офіцерів був звільнений у резерв, а потім заарештований. Після десяти тижнів ув'язнення звільнений, але був змушений у 1952 році переїхати в Познань, а потім в Бидгощ. Працював службовцем у правлінні державної деревної компанії, потім у Польському реєстрі судів. Жив з родиною у складних умовах. У цей час написав свої спогади «Торпеда в ціль».

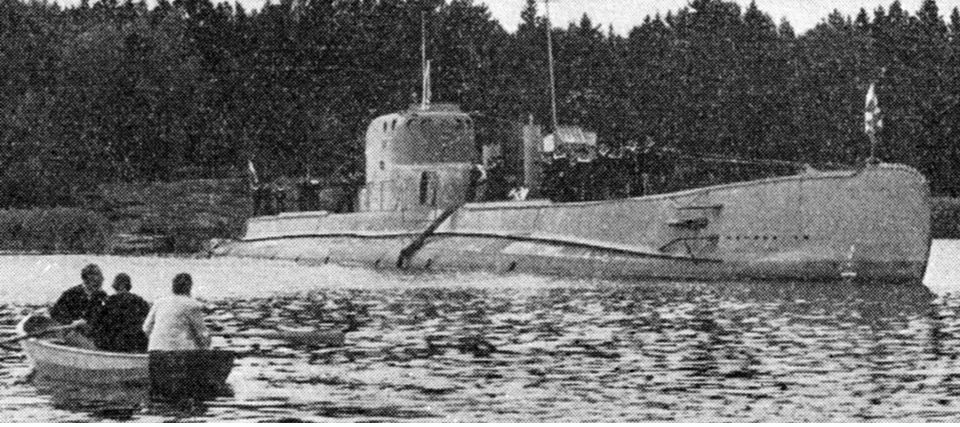
ПЧ «Sęp» («Гриф»)

На хвилі політичної відлиги 1956 року повернувся в Гдиню і за пропозицією комісії з реабілітації ВМС знову зарахований у ВМС Польщі. У 1957 році призначений флагманським мінером відділу Головного штабу ВМС. З 1958 року рік був начальником науково-видавничого відділу Головного штабу ВМС Польщі, а потім до 1961 року обіймав посаду начальника відділу практики — заступника начальника Вищої Школи ВМС Польщі по кораблях і морській практиці. Був членом комісії з розробки нового Статуту корабельної служби. У 1958 році був консультантом на зйомках художнього фільму «Orzeł» про долю польського ПЧ «Орел» (польськ. — ORP «Orzeł»).  У 1961-1964 роках на прохання Союзу польських харцерства був першим капітаном морської яхти «Zawisza Czarny» — флагманського навчального вітрильного судна, що належить Центру морської освіти. Здійснив на ньому 12 поході у Балтійському і Північному морях.

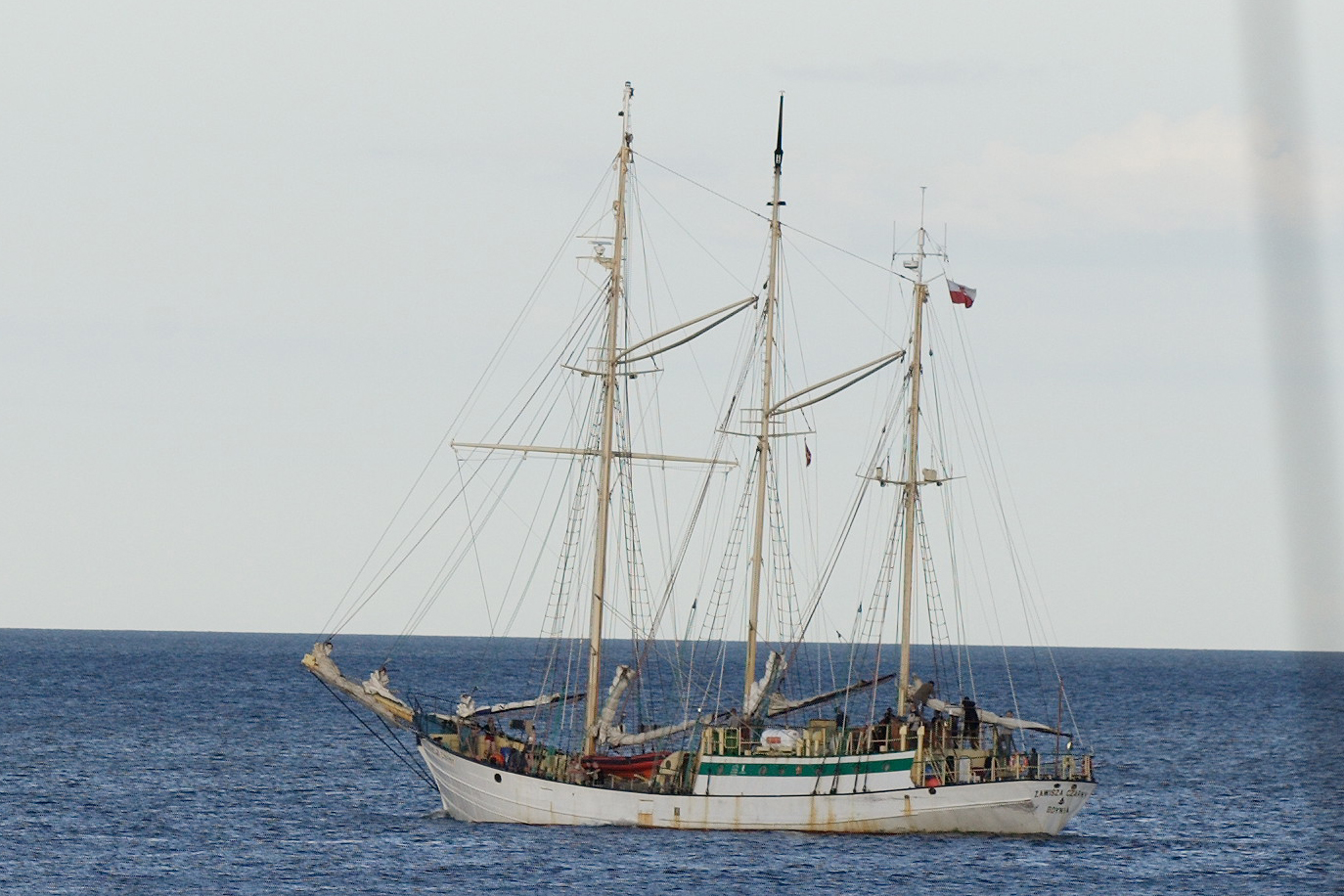
Навчальний вітрильник «Zawisza Czarny»

У зв'язку з погіршенням стану здоров'я, в 1964 році переведений в резерв. Працював в якості засідателя в Морській палаті в Гдині. Раптово помер 12 серпня 1968 року від серцевого нападу. Похований з військовими почестями в Гдині.
Ім'я Болеслава Романовського в 1985 році присвоєно польській 3-ї Флотилії кораблів ВМС Польщі, що базується в Гдині (польськ. 3 Flotylla Okrętów im. Komandora Bolesława Romanowskiego).  Його ім'я носить одна з вулиць Гданська. У 1987 році, в сорокову річницю повернення есмінця «Блискавка» в Польщі перед будівлею штабу 3-ї флотилії кораблів відкрито його бюст.